# Adelognathus pusillus
Adelognathus pusillus är en stekelart som beskrevs av Holmgren 1857. Adelognathus pusillus ingår i släktet Adelognathus och familjen brokparasitsteklar. Arten är reproducerande i Sverige. Inga underarter finns listade i Catalogue of Life.